# Crankdat
 (décembre 2023).
La mise en forme du texte ne suit pas les recommandations de Wikipédia : il faut le « wikifier ».
Les points d'amélioration suivants sont les cas les plus fréquents. Le détail des points à revoir est peut-être précisé sur la page de discussion.
- Les titres sont pré-formatés par le logiciel. Ils ne sont ni en capitales, ni en gras.
- Le texte ne doit pas être écrit en capitales (les noms de famille non plus), ni en gras, ni en italique, ni en « petit »…
- Le gras n'est utilisé que pour surligner le titre de l'article dans l'introduction, une seule fois.
- L'italique est rarement utilisé : mots en langue étrangère, titres d'œuvres, noms de bateaux, etc.
- Les citations ne sont pas en italique mais en corps de texte normal. Elles sont entourées par des guillemets français : « et ».
- Les listes à puces sont à éviter, des paragraphes rédigés étant largement préférés. Les tableaux sont à réserver à la présentation de données structurées (résultats, etc.).
- Les appels de note de bas de page (petits chiffres en exposant, introduits par l'outil «  Source ») sont à placer entre la fin de phrase et le point final[comme ça].
- Les liens internes (vers d'autres articles de Wikipédia) sont à choisir avec parcimonie. Créez des liens vers des articles approfondissant le sujet. Les termes génériques sans rapport avec le sujet sont à éviter, ainsi que les répétitions de liens vers un même terme.
- Les liens externes sont à placer uniquement dans une section « Liens externes », à la fin de l'article. Ces liens sont à choisir avec parcimonie suivant les règles définies. Si un lien sert de source à l'article, son insertion dans le texte est à faire par les notes de bas de page.
- La présentation des références doit suivre les conventions bibliographiques. Il est recommandé d'utiliser les modèles {{Ouvrage}}, {{Chapitre}}, {{Article}}, {{Lien web}} et/ou {{Bibliographie}}. Le mode d'édition visuel peut mettre en forme automatiquement les références.
- Insérer une infobox (cadre d'informations à droite) n'est pas obligatoire pour parachever la mise en page.

Pour une aide détaillée, merci de consulter Aide:Wikification.
Si vous pensez que ces points ont été résolus, vous pouvez retirer ce bandeau et améliorer la mise en forme d'un autre article.
Christian Smith, connu sous le nom de Crankdat, né le 2 mars 1997 à Youngstown (Ohio), aux États-Unis, est un DJ et producteur de musique de danse électronique.

## Jeunesse
Christian Smith  grandit avec le désir de devenir un athlète, mais a finalement refusé une bourse d'études complète en athlétisme à la Kent State University pour poursuivre ses études musicales. Toujours au lycée à cette époque, il décide ensuite de produire de la musique électronique énergique et vibrante sous le nom de Crankdat.

## Carrière
Il s'est d'abord fait connaître en remixant les morceaux d'autres artistes, notamment avec le single ''Trap Queen'' de Fetty Wap. Finalement, ses remix accumulent des millions d'écoutes sur SoundCloud et attirent très vite l'attention de grands noms de la musique électronique comme Skrillex ou The Chainsmokers.
Par la suite, Crankdat sort des morceaux originaux lors de sa tournée, dont la collaboration avec Jauz "I Hold Still" ainsi que le morceau "Dollars", tous deux sortis en 2017,.
En 2019, il lance sa tournée "Gearworld" avec plusieurs dates aux Etats-Unis et lance en juin 2023 sa nouvelle tournée mondiale "Mechanized Madness" avec un passage à Tomorrowland, en Belgique.

## Discographie

### EP
| Titre              | Détails                                                                                |
| ------------------ | -------------------------------------------------------------------------------------- |
| Gearworld Volume 1 | - Sortie : 21 avril 2019 - Label : Welcome Records - Format : Téléchargement numérique |
| Fearworld          | - Sortie : 25 octobre 2019 - Label : Get Cranked - Format : Téléchargement numérique   |
| Mechanised Mayhem  | - Sortie : 11 mars 2020 - Label : Disciple - Format : Téléchargement numérique         |
| Sad Robot          | - Sortie : 5 août 2021 - Labell : Monstercat - Format : Téléchargement numérique       |
| Slaugther House    | - Sortie : 14 avril 2023 - Labell : Monstercat - Format : Téléchargement numérique     |

### Singles
2016
- "Game Over" (avec Lookas ) [Loko Records] [10]
- "Stoopid Rich" (avec Havok Roth avec Titus) [Brednbutter] [11]

2017
- "I Hold Still" (avec Jauz avec Slushii) [Auto-publié] [4]
- "Dollars" [Asylum Worldwide] [5]
- "In The Air" (avec T-Pain ) [Dubset Media] [12]

2018
- "Reasons To Run" [Asylum Worldwide] [13]
- "Need Somebody" [Asylum Worldwide] [14]
- "Lemme See U" (avec Ghastly ) [Auto-publié] [15]
- "Say It" (avec Sara Skinner) [Armada Music]
- "Kneel Before Me " (avec Slander avec Asking Alexandria ) [Monstercat / Sumerian Records] [16]
- "Wobble" (avec Tisoki) [Monstercat] [17]

2019
- "Welcome to the Jungle" (avec Sara Skinner) [Welcome Records] [18]
- "Monster" (avec Hyro the Hero) [Welcome Records] [19]
- "Do You Mind" (avec Shybeast) [Welcome Records] [20]
- "Next Life" (avec Adventure Club avec Krewella ) [Ultra Records] [21]
- "Falling" [Monstercat] [22]
- "Phantoms Cry" [23]

2020
- "Who I Am" [Monstercat] [24]
- "Redo" [Monstercat] [25]
- "Poppin'" (avec void (0)) [Kannibalen Records] [26]
- "Badfuture" [Welcome Records] [27]
- "Tell Me" [Monstercat] [28]
- "Dark Room" [Monstercat] [29]
- "Underground Shit" (avec Nvadrz) [Welcome Records] [30]

2021
- "Better Without You" (avec JT Roach) [Monstercat] [31]
- "The Feeling" (avec Ace Aura) [Monstercat] [32]
- "The Same" (avec Neverwaves) [Welcome Records] [33]
- "Weight of the World" [Subsides] [34]
- "Lasers" (avec Ruvlo) [Disciple] [35]

2022
- "Ding Dong" [Monstercat] [36]
- "Power Stone" [Monstercat] [37]

2023
- "Move Back" (avec Savage) [Monstercat] [38]
- "HEAT"  (avec Diesel) [Monstercat]
- "STFU"  [Auto-publié]

### Remixes
2015
- Fetty Wap - "Trap Queen" (Crankdat Remix) [39]

2016
- Eptic - "The End" (Carnage et Breaux Remix) (Crankdat VIP) [40]
- Elephante (avec Trouze et Damon Sharpe) - "Age Of Innocence" (Crankdat Remix) [41]
- Wiwek et Skrillex - "Killa" (Crankdat VIP) [42]
- Lost Kings (avec Katelyn Tarver ) - "You" (Crankdat Remix) [43]
- Desiigner - "Panda" (Crankdat, Hearts et Nati Remix) [44]
- Dillon Francis et Nghtmre - "Need You" (Crankdat et Sevim VIP) [45]
- Graves et Coolights - "Say Things" (Crankdat Re-Crank) [46]
- Joyryde - "The Box" (Crankdat Re-Crank) [47]
- The Black Eyed Peas - "Rock That Body" (Crankdat Re-Crank) [48]
- Jauz et Netsky - "Higher" (Crankdat Remix) [49]
- Lil Yachty - "1 Night" (Crankdat Re-Crank) [50]
- The Chainsmokers - « Closer » (Crankdat Re-Crank) [51]
- Porter Robinson - "Unison" (Crankdat Re-Crank) [52]
- Swedish House Mafia - "Save The World" (Crankdat Re-Crank) [53]
- DJ Fresh - "Louder" (Crankdat Re-Crank) [54]
- Skrillex (avec Sirah ) - "WEEKENDS!!!" (Crankdat Re-Crank) [55]

2017
- San Holo - "Light" (Crankdat Remix) [56]
- Alison Wonderland et M-Phazes - "Messiah" (Crankdat Re-Crank) [57]
- Zeds Dead et NGHTMRE - "Frontlines" (Crankdat Remix) [58]
- Mija - "Secrets" (Crankdat Remix) [59]
- DJ Snake - "Here Comes The Night" (Crankdat Remix) [60]
- Gryffin et Illenium (avec Daya) - "Feel Good" (Crankdat Remix) [61]
- Matoma et Magic! (avec DRAM) - "Girl At Coachella" (Crankdat Remix) [62]
- Blackbear - "IDFC" (Crankdat Re-Crank) [63]
- Zeds Dead - "Ratchet" (Crankdat Dubstep Re-Crank) [64]
- Crankdat - "Dollars" (Crankdat, Ray Volpe et Gammer Remix) [65]
- Post Malone - " Rockstar" (Crankdat Remix) [66]

2018
- Jaden Smith - "The Icon" (Crankdat Re-Crank) [67]
- Bryce Vine - "Drew Barrymore" (Crankdat Remix) [68]
- Famous Dex (avec ASAP Rocky) - " Pick It Up " (Crankdat Remix) [69]
- Travis Scott - "No Bystanders" (Crankdat Re-Crank) [70]
- Travis Scott - "Sicko Mode" (Crankdat Re-Crank) [71]
- Travis Scott - "Wake Up" (Crankdat Re-Crank) [71]
- Sheck Wes - "Mo Bamba" (Crankdat Re-Crank) [72]
- NGHTMRE et ASAP Ferg — "Redlight" (Crankdat Remix) [73]

2020
- Crankdat et void (0) - "Poppin'" (VIP Mix) [26]

2021
- MunchKing & CC is Dreaming - "Passive Aggressive" (Crankdat Remix) [74]

2022
- Afrojack & Steve Aoki (avec Miss Palmer) - "No Beef " (Riot Ten et Crankdat Remix) [75]
- Ray Volpe (avec Virus Syndicate) - "Revolution" (Crankdat Remix) [76]
- The Chainsmokers - "High" (Crankdat Remix) [77]
- Mark Tuan - Far Away (Crankdat Remix)